# Matt Griffin
Matt Griffin (ur. 1 października 1982 roku w Corku) – irlandzki kierowca wyścigowy.

## Kariera
Griffin rozpoczął karierę w międzynarodowych wyścigach samochodowych w 2001 roku od startów w Brytyjskiej Formule Renault. Z dorobkiem 136 punktów uplasował się na szóstej pozycji w końcowej klasyfikacji kierowców. W późniejszych latach Irlandczyk pojawiał się także w stawce British GT Championship, FIA GT Championship, Brytyjskiego Pucharu Porsche Carrera, 24H Series Toyo Tires, Le Mans Series, International GT Open, FIA GT3 European Championship, Malaysia Merdeka Endurance Race, Blancpain Endurance Series, 24-godzinnego wyścigu Le Mans, 24H Dubai, European Le Mans Series, FIA World Endurance Championship, Armor All Bathurst 12 Hour, Spanish GT Championship, Winter Series by GT Sport, Australian GT Championship presented by Pirelli, United SportsCar Championship, GT Asia, Asian Le Mans Series, 24H Dubai, GT Asia oraz Liqui Moly Bathurst 12 Hour.